# Ferdinand Redtenbacher
Ferdinand Jakob Redtenbacher (Steyr, 25 de julho de 1809 — Karlsruhe, 16 de abril de 1863) foi um engenheiro mecânico alemão. Na Alemanha é considerado o fundador da engenharia mecânica baseada em princípios científicos.
Filho de um comerciante de ferragens, sua formação inicial foi devotada à profissão paterna. Após um breve aprendizado como desenhista técnico no departamento de obras em Linz estudou na Universidade de Viena de 1825 a 1829. Permaneceu em Viena até 1834, como assistente de Johann Arzberger. Em 1835 foi professor de matemática e geometria na Instituto Federal Tecnológico de Zurique. A partir de 1841 foi professor de mecânica e elementos de máquinas na Universidade de Karlsruhe, onde foi reitor de 1857 a 1863.

## Publicações
- Theorie und Bau der Turbinen und Ventilatoren, Mannheim 1844 (Teoria e Construção de Turbinas e Ventiladores)
- Resultate für den Maschinenbau, Mannheim 1844 (Resultados para a Engenharia Mecânica)
- Theorie und Bau der Wasser-Räder, Mannheim 1846 (Teoria e Construção de Rodas d'Água)
- Principien der Mechanik, Mannheim 1852 (Princípios da Mecânica)
- Die Luftexpansions-Maschine, Mannheim 1853 (A Máquina Térmica)
- Die calorische Maschine, Mannheim (A Máquina Calórica)
- Die Gesetze des Lokomotiv-Baues, Mannheim 1855 (As Leis da Construção de Locomotivas)
- Das Dynamiden-System, Mannheim 1857 (O Sistema Dinâmico)
- Der Maschinenbau, Mannheim 1862 (A Engenharia Mecânica)